# 광양골약중학교
광양골약중학교(光陽骨若中學校)는 대한민국 전라남도 광양시 성황동에 있는 공립 중학교이다.

## 학교 연혁
- 1971년 2월 2일 : 초대 김사하 교장 부임
- 1971년 3월 9일 : 광양골약중학교 개교
- 2020년 1월 7일 : 제47회 5명 졸업(총 5,251명)
- 2020년 3월 1일 : 광양골약중학교 휴교
- 2022년 3월 1일 : 광양골약중학교 재개교
- 2022년 3월 1일 : 제21대 백성욱 교장 부임
- 2025년 2월 7일 : 제50회 35명 졸업(총 5,301명)
- 2025년 3월 4일 : 2025학년도 입학식(134명)

## 참고 자료
- 광양골약중학교 - 한국교육학술정보원 학교알리미